# Son, Nederländerna

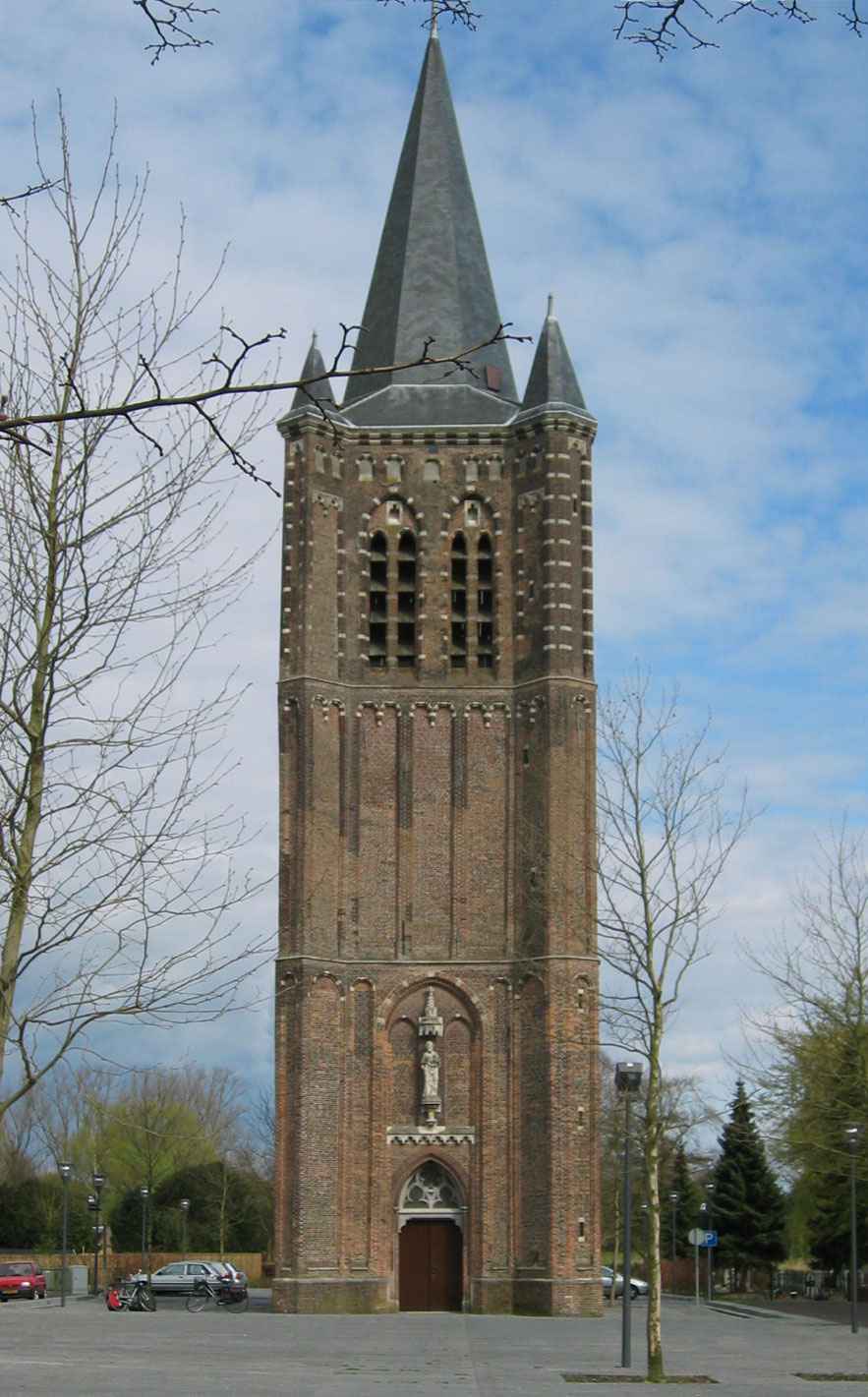
Kyrktorn i staden.

Son är en stad i Nederländerna som ligger i kommunen Son en Breugel. Staden hade 10 550 invånare år 2007. Närmaste stora ort är Eindhoven.